# CEP-1347
El CEP-1347 (o KT-7515) és un derivat del K-252a i inhibidor semisintètic dels enzims transferases quinases. La funció principal d'aquesta substància és la inibició de les quinases activadores del mitogen (MAPK), les quals duen a terme moltes de les regulacions cel·lulars com poden ser la mitosi, la diferenciació, l'expressió de gens, la proliferació, l'apoptosi o la supervivència de la cèl·lula. El CEP-1347 ha estat estudiat per a tractaments de malalties neurodegeneratives, ja que pot induir la protecció de les neurones davant d'atacs que condueixen a la mort cel·lular programada (apoptosi) i també prevenir l'alliberació de factors pro-inflamatoris com el TNF-α en el sistema nerviós.

## Estructura molecular i característiques

### Estructura molecular
El CEP-1347 (KT-7515) pertany a la classe de compostos orgànics coneguts com a indolocarbozols, els quals, són policíclics aromàtics. La seva fórmula molecular és C₃₃H₃₃N₃O₅S₂ i la seva estructura consta de 7 anells (3 fenils i 4 clicopentans).
L'estructura central segueix la seqüència: fenil–ciclopentà–fenil–ciclopentà-fenil. Els dos fenils dels extrems tenen una cadena alifàtica cada un, que està formada per un metil unit amb un enllaç sulfur a un etil. D'altra banda, els dos ciclopentans que es troben entre els fenils consten d'un nitrogen a la part inferior que enllacen amb l'últim ciclopentà, el qual consta d'un enllaç èter (estructura semblant a la de furà). Aquest últim ciclopentà té un metil al carboni que es troba enllaçat al ciclopentà central, i al carboni següent s'hi troba un grup hidròxid i un CO₂CH₃. A la part superior, hi ha el quart cicloalcà, el qual conté una cetona i està adherit al fenil central. En el carboni més allunyat del fenil central d'aquest ciclopentà, s'hi troba un grup amino enllaçat a l'estructura ciclo.
El CEP-1347 té una estructura asimètrica degut a la ciclopentanona superior i el ciclopentà inferior que trenquen la simetria. La ciclopentanona té una cetona orientada cap a la dreta de la imatge i el ciloeter té un metil, un OH i un CO₂CH₃.

### Característiques
El CEP-1347 té caràcter apolar (hidrofòbic), ja que l'única part polar (hidrofílic) de la molècula és l'hidròxid que es troba al ciclopentà inferior que té un oxigen com a component de l'estructura cíclica. La resta de la molècula és apolar degut als nombrosos carbonis i hidrògens.
També cal destacar la seva baixa solubilitat (en aigua aquesta és de 0.0111mg/mL). En condicions normals es troba en estat sòlid i té un pes molecular de 615.763 g/mol, considerant-se una molècula petita. Químicament és estable si es manté sota les condiciones d'emmagatzematge recomanades (a -20 °C). No és inflamable ni combustible.

## Mecanismes d'actuació

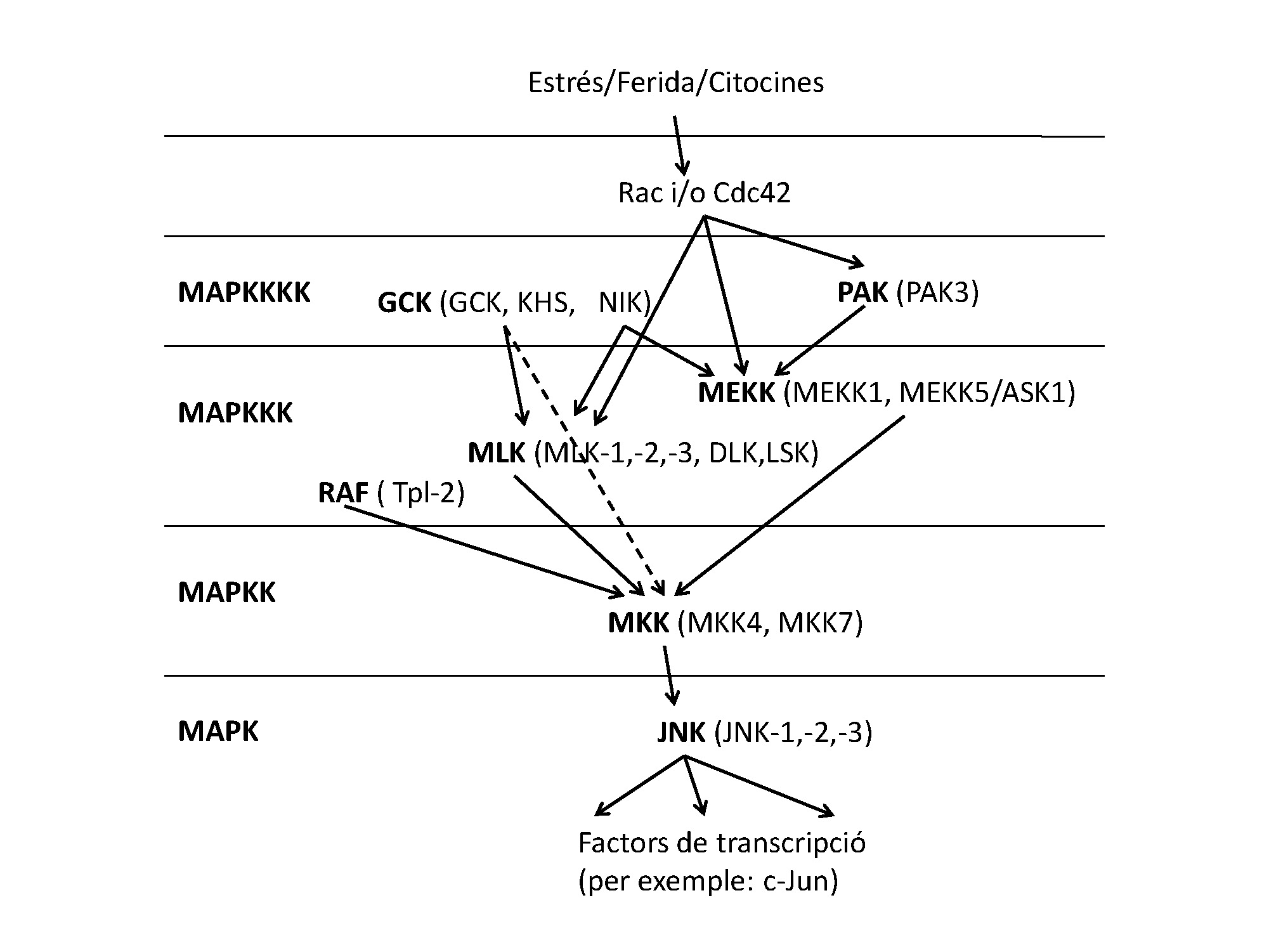
Cascada de senyals de JNK

En cèl·lules neuronals, l'activació de la proteïna c-Jun comporta la iniciació del procés de mort cel·lular. No obstant, hi ha agents químics que poden impedir aquesta activació bloquejant la cascada de senyals de JNK. Entre aquests agents, trobem CEP-1347, per això s'afirma que CEP-1347 té propietats neuroprotectores.
Estudis sobre el mecanisme d'actuació de CEP-1347 han demostrat que aquesta molècula desenvolupa una funció inhibidora en la cascada de JNK, provocant la interrupció completa d'aquesta. La cascada s'inicia com a resposta davant d'estrés, ferides o la presència de citocines. Aquests factors externs activen els enzims Rac i/o Cdc42 que, en ser activats, interactuen amb els enzims dels grups GCK, PAK, MLK i MEKK, provocant-ne l'activació. Al seu torn, aquests enzims interactuen, directament o indirecta, amb els enzims de la família MKK, que són els encarregats finals d'activar els enzims del grup JNK. Així, l'últim pas de la cascada és l'activació de JNK, que indueix la segregació de factors de transcripció (entre ells c-Jun), els quals provoquen la iniciació del cicle apoptòtic.
S'ha conclòs que JNK1 no és el blanc molecular directe de CEP-1347, sinó que la cascada de senyals és interrompuda prèviament. S'ha determinat que els potencials blancs moleculars d'aquesta molècula són els enzims del grup GCK i/o MLK. A més, es pensa que l'actuació final de CEP-1347 és únicament en la família de les MLK, ja que la inhibició d'aquesta provoca el bloqueig de la via principal i, a més, CEP-1347 no inhibeix JNK1 quan aquesta no és activada per enzims MLK (Mixed Lineage Kinase). S'ha confirmat que MLK3 és bloquejat per CEP-1347.

## Estudis i assaigs clínics

### Efectes antiinflamatoris
Actualment, les propietats del CEP-1347 han estat estudiades, pràcticament, en cèl·lules del sistema nerviós i en models animals in vivo. Entre aquestes propietats hi ha la capacitat antiinflamatòria en la micròglia (cèl·lules que formen el sistema immunitari del teixit nerviós i amb capacitat fagocitaria). El motiu pel qual la micròglia s'inflama en presència malalties neurodegeneratives continua essent gairebé un misteri. Tot i així, se sap que la inflamació microglial del sistema nerviós es basa, principalment, en les quantitats de TNF-α (factor α de necrosis tumoral), IL-6 (interleucina 6 amb activitat pro-inflamatòria induïda per TNF-α) i MCP-1.
El CEP-1347 actua com un competidor de l'ATP respecte els enzims de la família MLK, encarregats de la producció de JNKs i de factors de transcripció com les c-Jun, provocant la inflamació, l'apoptosi. Així, doncs, la inhibició d'aquestes quinases té com a resultat un efecte antiinflamatori en les respectives cèl·lules.
Per comprovar que el CEP-1347 té propietats inflamatòries sobre cèl·lules humanes, s'han realitzat estudis en els quals a partir d'una mostra de cèl·lules THP-1 estimulades amb lipopolisacàrids, provocant l'activació dels TLR (receptors de tipus Toll) i de les MLK, tot generant TNF-α, l'addició de CEP-1347, amb un EC50 de 20nM, impedeix la producció de TNF-α.
Cal destacar que, tot i la inhibició específica d'algunes citocines per part de CEP-1347, aquest gairebé no afecta en la resta de funcions de la micròglia, com les funcions de fagocitosi de patògens. A més, s'han realitzat estudis demostrant que el CEP-1347 també participa en la regulació de determinats gens de les citocines, dels marcadors de membrana referents a la inflamació i en gens relacionats amb l'apoptosi.
Es pot concloure, doncs, que el CEP-1347 té capacitats antiinflamatòries mitjançant la inhibició d'algunes quinases de la família MLK que activen la via inflamatòria.

### El CEP-1347 i el Parkinson
Des de la descoberta de la capacitat de desactivació de les vies apoptòtiques de les neurones en situacions d'estrés, cops de calor, shocks osmòtics i radiació ultravioleta per part del CEP-1347, s'han dut a terme diferents assaigs en laboratoris amb cèl·lules i animals per veure l'efecte d'aquesta substància en les malalties causades per la mort neuronal.
Basant-se en els resultats d'aquests assaigs preclínics, es van realitzar assaigs clínics per a la malaltia de Parkinson, però el CEP-1347 va demostrar ser ineficaç per aquesta. Aquests assaigs es basaven en la funció del CEP-1347 com a inhibidor de la via de les quinases c-Jun N-terminal (JNKs), les quals causen l'apoptosi o mort cel·lular a conseqüència de la inactivació dels MLK, com s'ha explicat anteriorment. Com s'havia observat en les diferents proves in vitro i in vivo amb cèl·lules i animals, el CEP-1347 bloqueja les MLK3, responsables de la via d'apoptosi; i aquest fet va fer pensar que es podria aplicar a humans com a tractament per a malalties neurodegeneratives, com poden ser el Parkinson o l'Alzheimer.
A l'hora de l'experimentació no es va arribar a cap resultat concloent per poder afirmar que el CEP-1347 és un bon fàrmac per tractar aquest tipus de malalties. Malgrat això, no és clar si la discrepància dels resultats entre els estudis de laboratori i els estudis clínics prové d'una incorrecta modelització de la malaltia de models animals a models humans, dosis insuficients del fàrmac estudiat, extrems clínics insensibles o mostres anormals en la població de pacients.
Tanmateix, tot i no haver arribat a cap resultat concloent, es va determinar que el medicament era segur per a l'ús humà sense efectes secundaris greus.